# Союз государств реки Мано

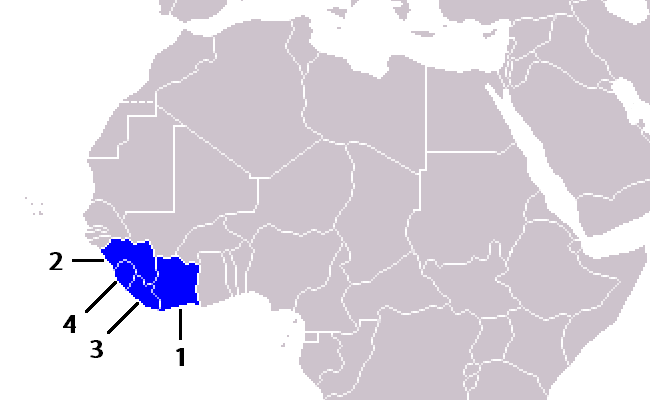

Союз государств реки Мано, Мано Ривер Юнион (англ. Mano River Union — MRU) — межправительственное экономическое объединение Западной Африки созданное Либерией и Сьерра-Леоне в октябре 1973 года, в октябре 1980 года в состав объединения вошла Гвинея. В 2008 году Кот-д’Ивуар присоединился к союзу. Союз объединяет страны, разделяемые рекой Мано, берущей исток в Гвинее и протекающей по границе Либерии и Сьерра-Леоне. Историческими предпосылками создания объединения является этническая близость некоторых народов, проживающих по обе стороны границы Либерии и Сьерра-Леоне, таких как народов группы Кру и Менде, а также близость на основе общего для Либерии и Сьерра-Леоне государственного английского языка. Целями этого объединения являются создание таможенного союза и расширение торговых отношений посредством ликвидации всех имеющихся препятствий, создание благоприятных условий для расширения совместных производственных мощностей, сотрудничество в сфере создания новых производств и обеспечение справедливого распределения завоеваний экономического сотрудничества.